# Jaraguá, Goiás
Jaraguá este un oraș în Goiás (GO), Brazilia.